# یواس‌اس پیکس (ای‌او-۶)
یواس‌اس پیکس (ای‌او-۶) (به انگلیسی: USS Pecos (AO-6)) یک کشتی بود. این کشتی در سال ۱۹۲۱ ساخته شد.